# Ryan Elliott
Ryan Elliott (6 de abril de 2004) es un deportista australiano que compite en ciclismo en la modalidad de pista. Ganó una medalla de plata en el Campeonato Mundial de Ciclismo en Pista de 2024, en la prueba de velocidad por equipos.

## Medallero internacional
| Campeonato Mundial | Campeonato Mundial   | Campeonato Mundial | Campeonato Mundial    |
| Año                | Lugar                | Medalla            | Competición           |
| ------------------ | -------------------- | ------------------ | --------------------- |
| 2024               | Ballerup (Dinamarca) | Medalla de plata   | Velocidad por equipos |